# Ї (річка)
Ї (ісп. Río Yí) — річка в Уругваї. Ї, разом з Такуарембо, одна із найбільших приток річки Ріо-Негро.

## Географія
Ї починається в нагір’ї Кучилья Гранде. Протікає в напрямку на захід в центральній частині Уругваю, впадає до річки Ріо-Негро. Протікає повз міст Саранді-дель-Ї та Дурасно. Ближче до витоки в Ї впадає річка Чаманга.
Площа басейну Ї складає 12 600 км², довжина — 210 км.

### Відомчі кордони
По руслу Ї на більшій її частині простягається кордон між уругвайськими департаментами Дурасно та Флорида. Далі річка аж до витоки утворює кордони між департаментами Дурасно та Флорес.

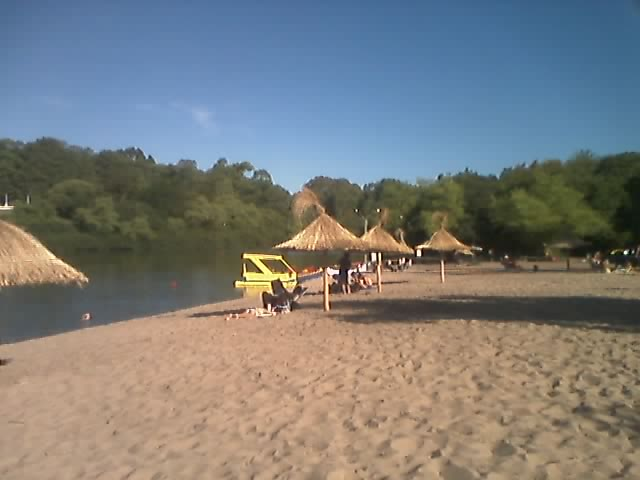
Пляж на березі річки Ї у місті Дурасно